# 秘密保護行動
《秘密保護行動》是一款由羅馬尼亞遊戲公司Fun Labs開發，動視於2001年發行的第一人稱戰術射擊遊戲。

## 玩法
秘密保護行動是第一人稱戰術射擊遊戲，類似於彩虹六號系列。玩家必須在完成各種任務目標的同時完成任務，例如消滅恐怖分子或保護權貴。

## 標題文字
- 遊俠網上關於秘密保護行動的頁面